# Säkerhetskonferensen i Stockholm
Säkerhetskonferensen i Stockholm sammanträdde i det nuvarande Kulturhuset i Stockholm fram till år 1986. På engelska hette konferensen "The Stockholm Conference on Confidence- and Security-Building Measures and Disarmament in Europe".I konferensen deltog 35 regeringar.